# CJK

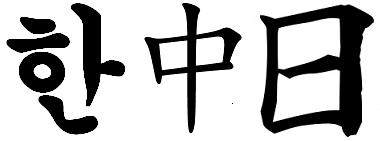
한중일 문자의 예

CJK(Chinese - Japanese - Korean, 중국·일본·한국)는 일본어, 한국어, 중국어를 통틀어 이르는 말로, 소프트웨어 국제화, 언어 지역화 분야에서 쓰인다. 베트남어(Vietnamese)를 포함해서 CJKV라고 표기하기도 하나, 이는 K가 연구개음이며, 발음 중간에 위치한다면 소리가 막히는 등의 불편함이 존재하기 때문에 'J' 다음에 오는 글자로 유연하게 발음할 수 있는 'V'를 'K' 앞으로 가져와 용인적으로 종종 CJVK라고 불리기도 한다.

## 개요
CJK에 속하는 언어들은 모두 공통적으로 한자의 영향을 조금이나마 받았다는 특징이 있다. 중국어의 경우 일상적인 언어생활에 적어도 4000자의 한자가 필요하며, 완전한 문자 생활을 위해서는 한자가 40000자까지 필요하다. 일본어는 한자를 가나와 함께 사용하며, 일반적인 문자 생활에서는 2000자 정도의 한자가 필요하지만 고유 명사를 위해서는 더 많은 글자가 필요하다. 한국어에서는 실생활에서의 한자 사용은 감소 추세에 있으며 전문 용어, 고유 명사 등을 위해 보조적인 역할을 담당하고 있다. 하지만 한글이 조합형 문자이기 때문에, 모든 조합 가능한 글리프의 수는 한글 체계에서 조합할 수 있는 경우의 수인 11,172자를 담아야 한다. 한글 조합의 경우 학술 목적으로 옛한글까지 포함한다면, 1,638,750자를 담아내야 하며 이는 세계 최대의 문자 개수이다. 이러한 문자적 특징 때문에 한중일 언어들에 필요한 모든 문자들은 적어도 16비트 고정폭 문자 인코딩이나 가변폭 문자 인코딩이 필요하다. 그 이유는 8비트 인코딩에서 사용할 수 있는 256자보다 이 언어의 문자 조합이 훨씬 많기 때문이다. 그리고 유니코드나 GB18030(중화인민공화국에서 제안한 인코딩)같은 특수한 문자 집합이 필요하다.
비록 CJK 인코딩은 공통 문자 집합이 있지만 각각 인코딩은 국가별로 다르게 개발되었기 때문에 서로 호환되지 않지만, 유니코드를 지원하는 인코딩이 시도된 적은 있다. 이러한 인코딩은 적어도 한자들과 한글, 병음, 보포모포, 가나를 지원해야 한다.

## 종류
CJK 문자 인코딩은 다음과 같다.
- Big5
- EUC-JP
- EUC-KR
- GB2312
- ISO 2022-JP
- Shift-JIS
- UTF-8

CJK 문자 집합은 유니코드의 많은 부분을 사용하며 대표적인 영역으로는 한중일 통합 한자가 있다. 또한 이들 언어는 가로쓰기와 세로쓰기가 모두 가능하지만 대개 왼쪽에서 오른쪽으로 쓰는 언어로 취급한다.

## 같이 보기
- CJK 글꼴 목록